# Kenneth Leighton

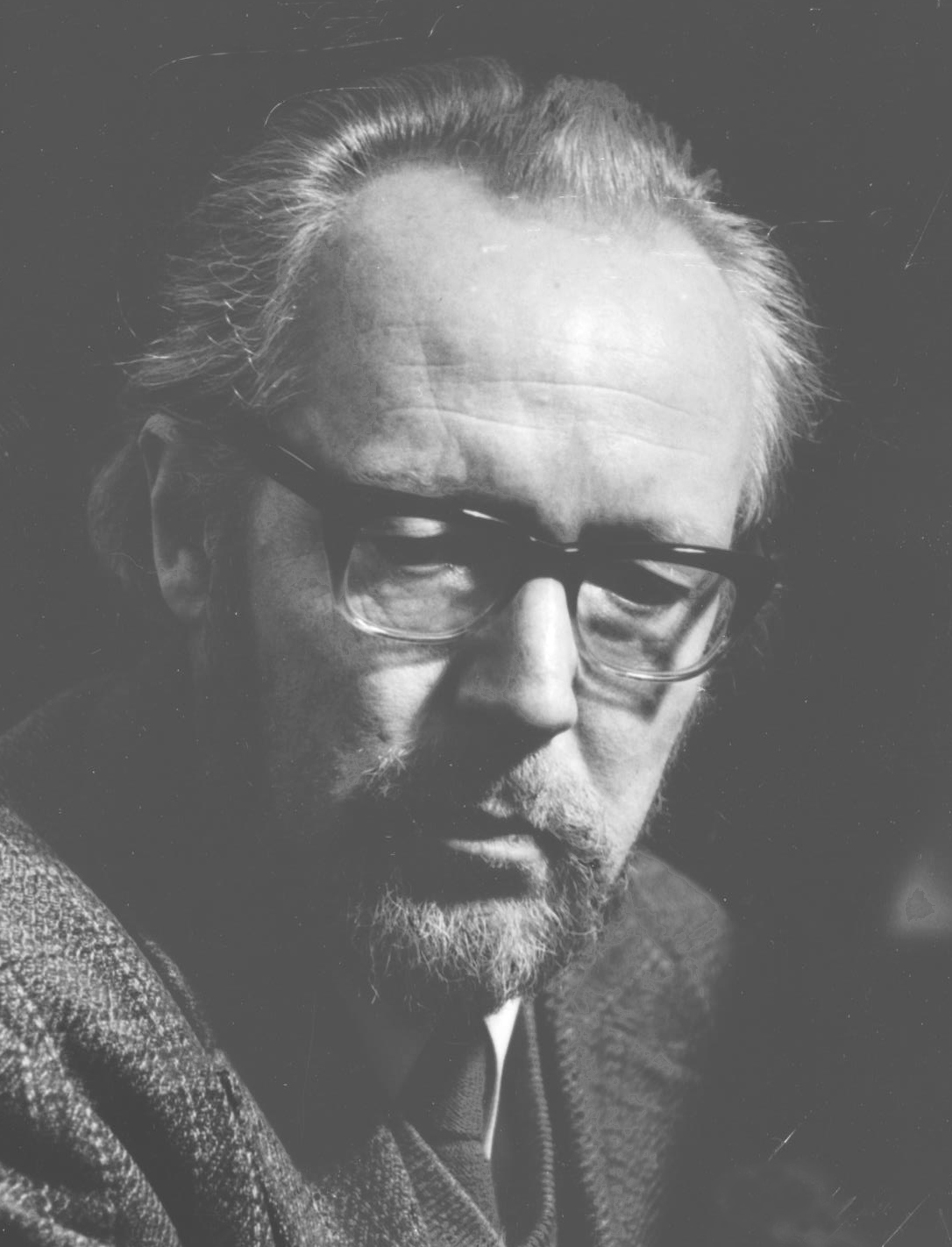
Kenneth Leighton, 1981

Kenneth Leighton (* 2. Oktober 1929 in Wakefield; † 24. August 1988 in Edinburgh) war ein englischer Komponist und Hochschullehrer.

## Leben
Leighton, der schon früh als Chorknabe an der Wakefield Cathedral mitsang und während seiner Schulzeit 1946 ein Diplom als Pianist erworben hatte, studierte 1947 bis 1951 am Queen’s College (Oxford) zunächst Altphilologie, dann bei Bernard Rose (Komposition), woran sich 1951 ein Studienaufenthalt bei Goffredo Petrassi in Rom anschloss. 1952 bis 1953 lehrte er an der Royal Marine School of Music in Deal (Kent), ab 1953 an der University of Leeds. Von 1955 bis 1968 war Leighton Mitglied der Musikfakultät der University of Edinburgh und ab 1968 Lecturer in Music am Worcester College in Oxford. 1970 wurde er Reid Professor of Music an der University of Edinburgh und hatte diese Position bis zu seinem Tod 1988 inne. Als Pianist trat Leighton häufig in Erscheinung, mehrfach auch als Dirigent eigener Werke.
Bereits während seines Studiums erhielt Leighton mehrere Kompositionspreise, darunter 1951 ein Mendelssohn Scholarship. Es folgten 1956 der Busoni-Klavierkompositionspreis, 1960 der National Federation of Music Societies Preis für die beste Chorkomposition des Jahres oder 1965 der City of Trieste Preis für ein neues sinfonisches Werk (seine 1. Sinfonie).

## Werk
Leightons musikalisches Schaffen umfasst nahezu alle Werkgattungen, darunter 3 Sinfonien (die dritte mit dem Titel Laudes musicae bezieht einen Solotenor ein, eine vierte blieb unvollendet), Solokonzerte (u. a. 3 Klavierkonzerte), 2 Opern, Kammermusik und Vokalkompositionen, auch eine Reihe geistlicher Werke und Orgelmusik. Zahlreiche der etwa 100 veröffentlichten Werke Leightons entstanden als Kompositionsaufträge, etwa für die BBC.
Viele seiner Werke liegen auf Tonträger vor, u. a. bei den britischen Labels Chandos und Hyperion.